# Ensemble Goethestraße

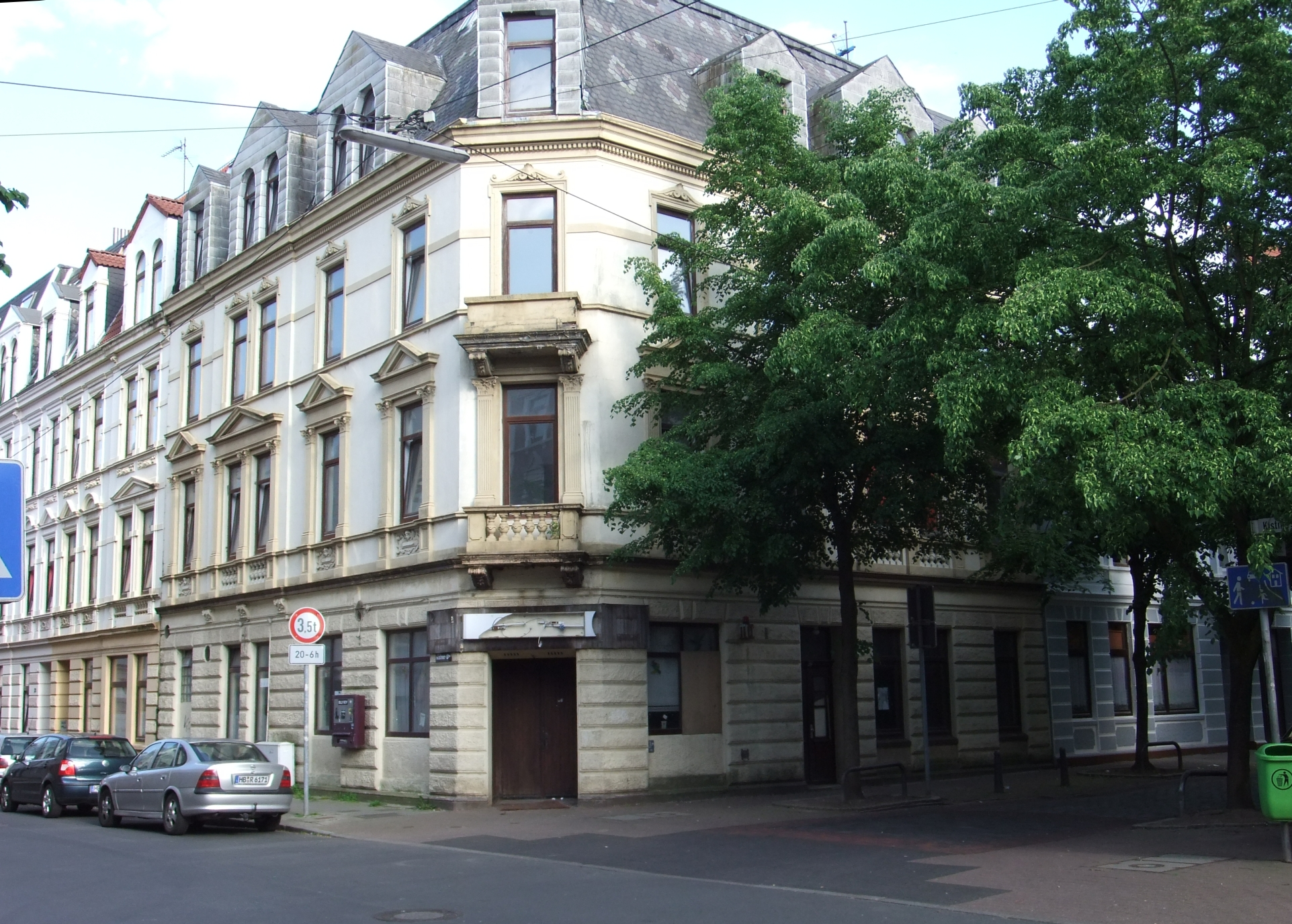
Goethestraße 30

Die Wohnhäuser vom Ensemble Goethestraße in Bremerhaven-Lehe Goethestraße 29 bis 44, Adolfstraße 1 bis 18, Gnesener Straße 5 und 6, Heinrichstraße 18 bis 33, Körnerstraße 7 sowie Potsdamer Straße 1 entstanden um 1893, 1895, 1905 und um 1913 nach Plänen von verschiedenen Architekten und Baumeistern.
Das Ensemble Goethestraße steht seit 1976 unter Bremer Denkmalschutz.

## Goethestraße
Die Goethestraße führt in Nord-Süd-Richtung von der Rickmersstraße bis zur Pestalozzistraße. Sie erhielt ihren Namen nach dem Dichter Johann Wolfgang von Goethe.

Die Querstraßen wurden benannt als Eichendorffstraße nach dem Dichter Joseph von Eichendorff, Frenssenstraße nach dem Schriftsteller Gustav Frenssen, Lutherstraße nach dem Reformer Martin Luther, Eupener Straße nach dem belgischen Ort Eupen, Uhlandstraße nach dem Dichter Ludwig Uhland, Heinrichstraße und Adolfstraße (beides nach Vornamen), Kistnerstraße nach dem Bauunternehmer H.F. Kistner, Zollinlandstraße, die zum früheren Zollinlandbahnhof führte, Meidestraße (?), Bremerhavener Straße, die nach Alt-Bremerhaven führte, Dorotheastraße (Vorname) und Pestalozzistraße nach dem Schweizer Pädagogen Johann Heinrich Pestalozzi.

## Geschichte
Nach der Gründung von Bremerhaven (1827) entstanden zunächst der Alte Hafen, der Neue Hafen und dann die Kaiserhäfen. Alt-Bremerhaven (Mitte) und Lehe wuchsen bis 1900 rasant und hatten 20.315 bzw. 24.301 Einwohner. Für die Arbeiter in den Häfen wurden dringend Mietwohnhäuser erforderlich. 
Die Wohnhäuser, zumeist Mietshäuser, entstanden in den Bauepochen des Historismus und der Jahrhundertwende im Stil der Neorenaissance, Neogotik, des Spätklassizismus und später des Jugendstils und des Neobarocks.

Einige Häuser stehen schief, da sie unzulänglich gegründet waren. Fenster und Türen wurden der Neigung der Häuser angepasst. 

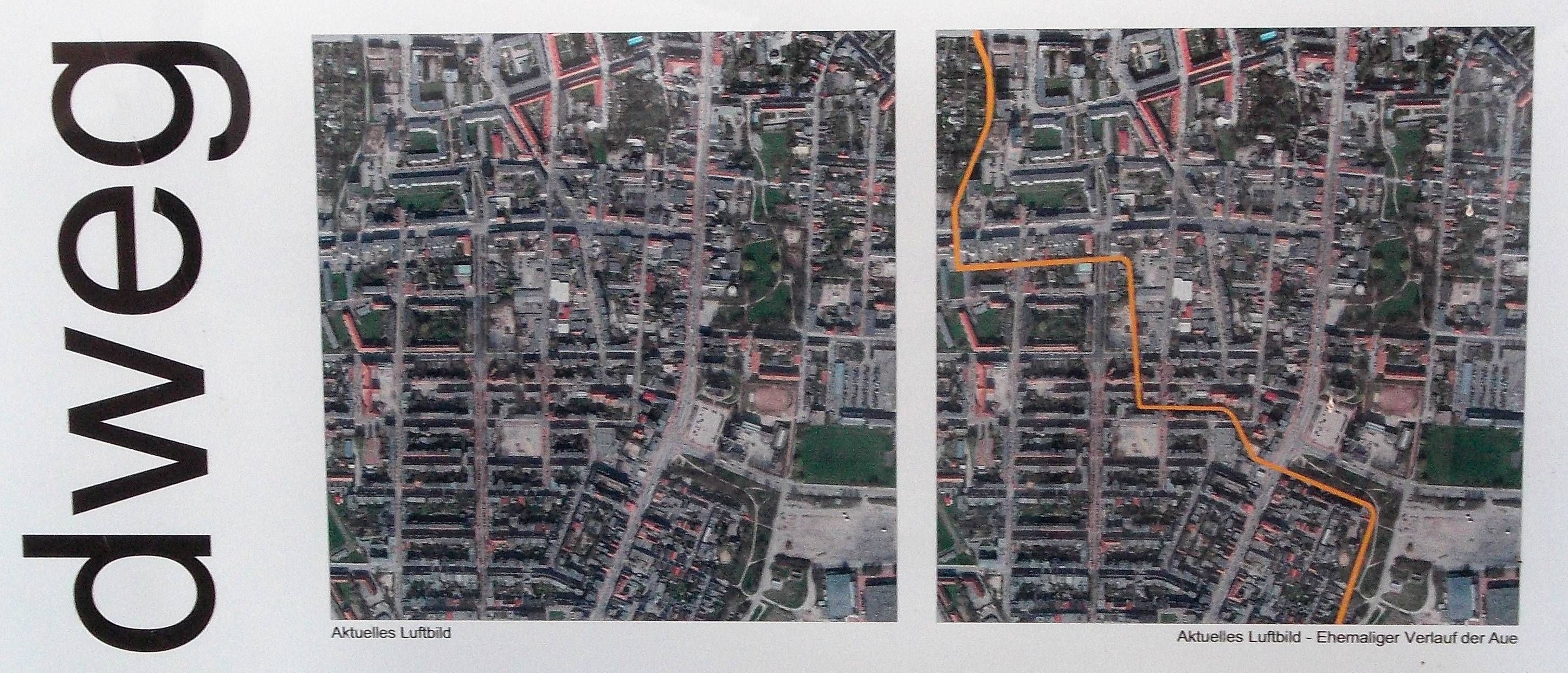
Verlauf der Aue durch das Goethe-Quartier

Bis 1971 verlief im Goethequartier noch der Bach, die Aue, welche in die Geeste floss. Mit dem Ausbau der Kanalisation verlor er seine Funktion und wurde zugeschüttet.
Die Eckkneipen der einfachen Leute prägten das Bild im Quartier, so wie an der Ecke Goethe-/Heinrichstraße.
In dem Gebiet fanden in den 1980er, 1990er und 2000er Jahren mit Hilfe der Städtebauförderung und der Europäischen Union (Urban II-Programme) Städtebauliche Sanierungsmaßnahmen statt.   

## Gebäude Goethestraße
- Nr. 29, 30, 31, 32, 33, 34, 35, 36, 39, 40, 41, 42, 43, 44: Denkmalgeschützte Hauser des o.a. Ensembles (siehe auch die Bildergalerie).
- Nr. 1 und 3: 5-gesch. historisierende Wohn- und Geschäftshaus von 1899 nach Plänen von Bauunternehmer H.F. Kistner. Auch diese Häuser stehen seit 1980 unter Bremer Denkmalschutz. Im Ensemble Rudelsburg im Erdgeschoss an der Ecke zur Pestalozzistraße war in der NS-Zeit das Vereinslokal der SA.[2]
- Nr. 60: Denkmalgeschütztes 4-gesch. Mietshaus Lutherstraße 24 / Goethestraße 60 von 1910 nach Plänen von Wilhelm Dardat.[3]
- Nr. 22: 4-gesch. Wohnhaus aus den 1980er Jahren.
- Nr. 65: Ev.-luth. Kirche von 1962 mit freistehendem Glockenturm; heute Michaeliszentrum der Michaelis-Pauluskirchengemeinde.
  - Kolumbarium von 2022 nach Plänen von grube + grube architekten (Bremerhaven)[4]

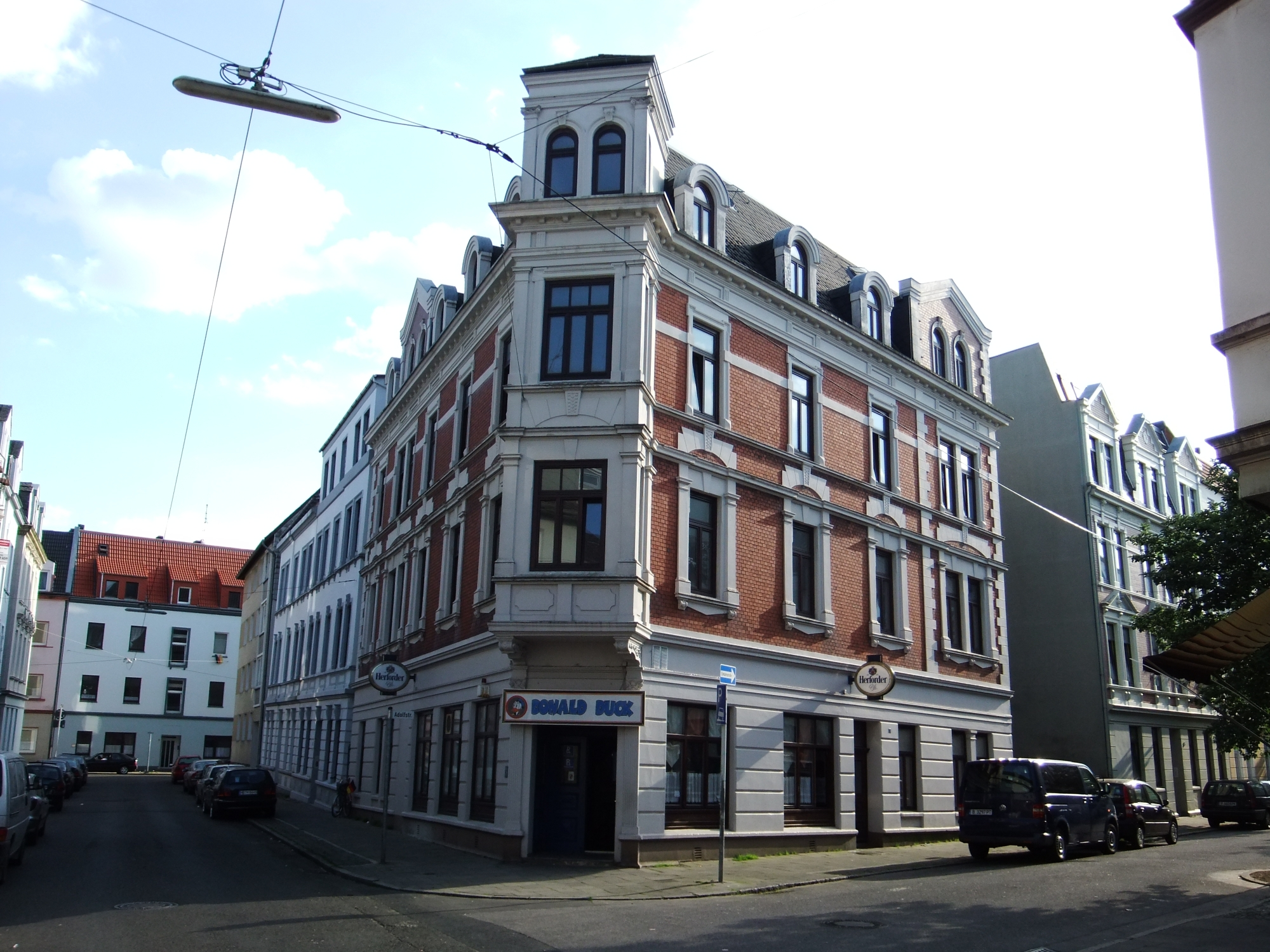
Adolfstraße 1
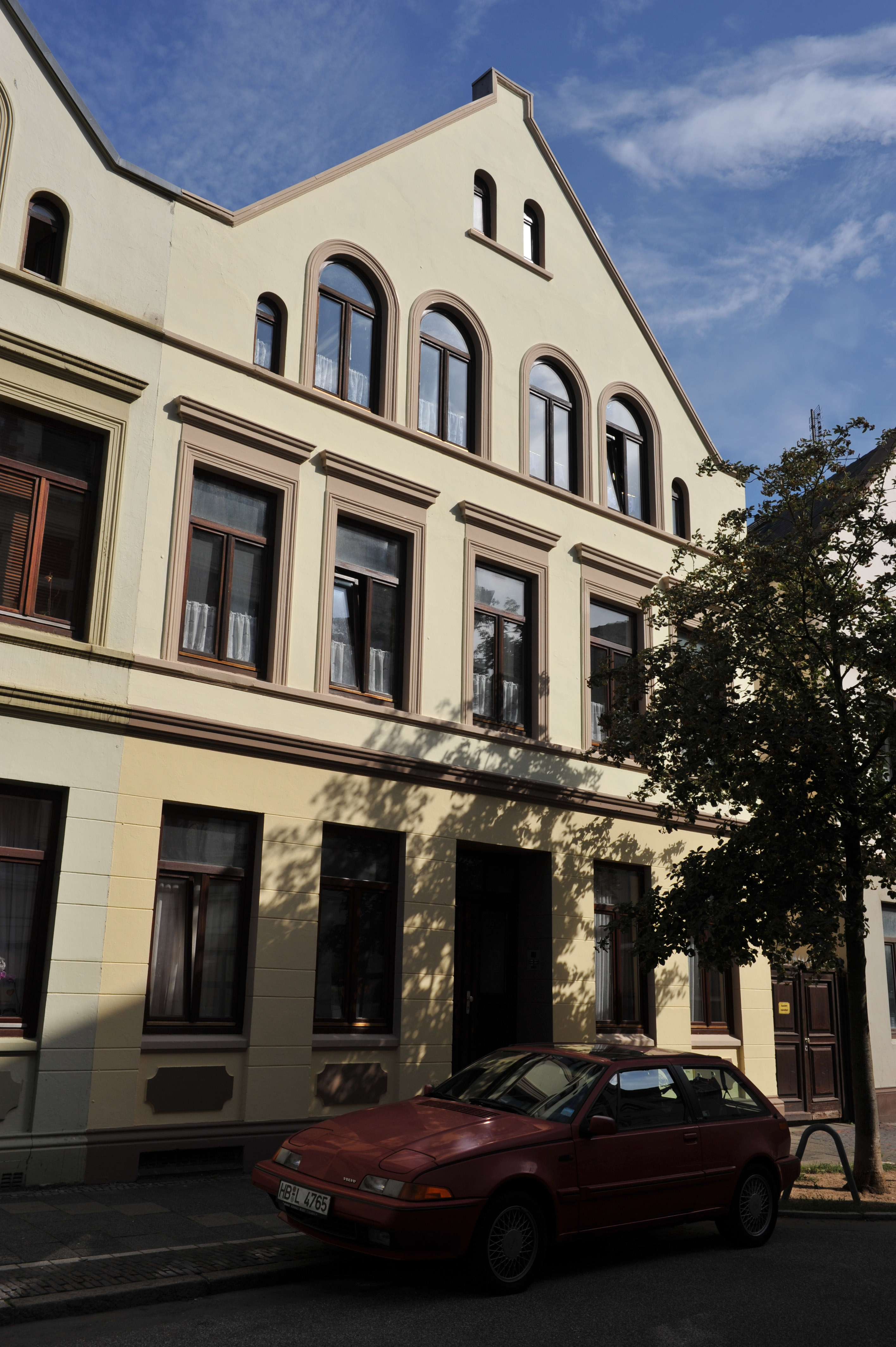
Adolfstraße 2
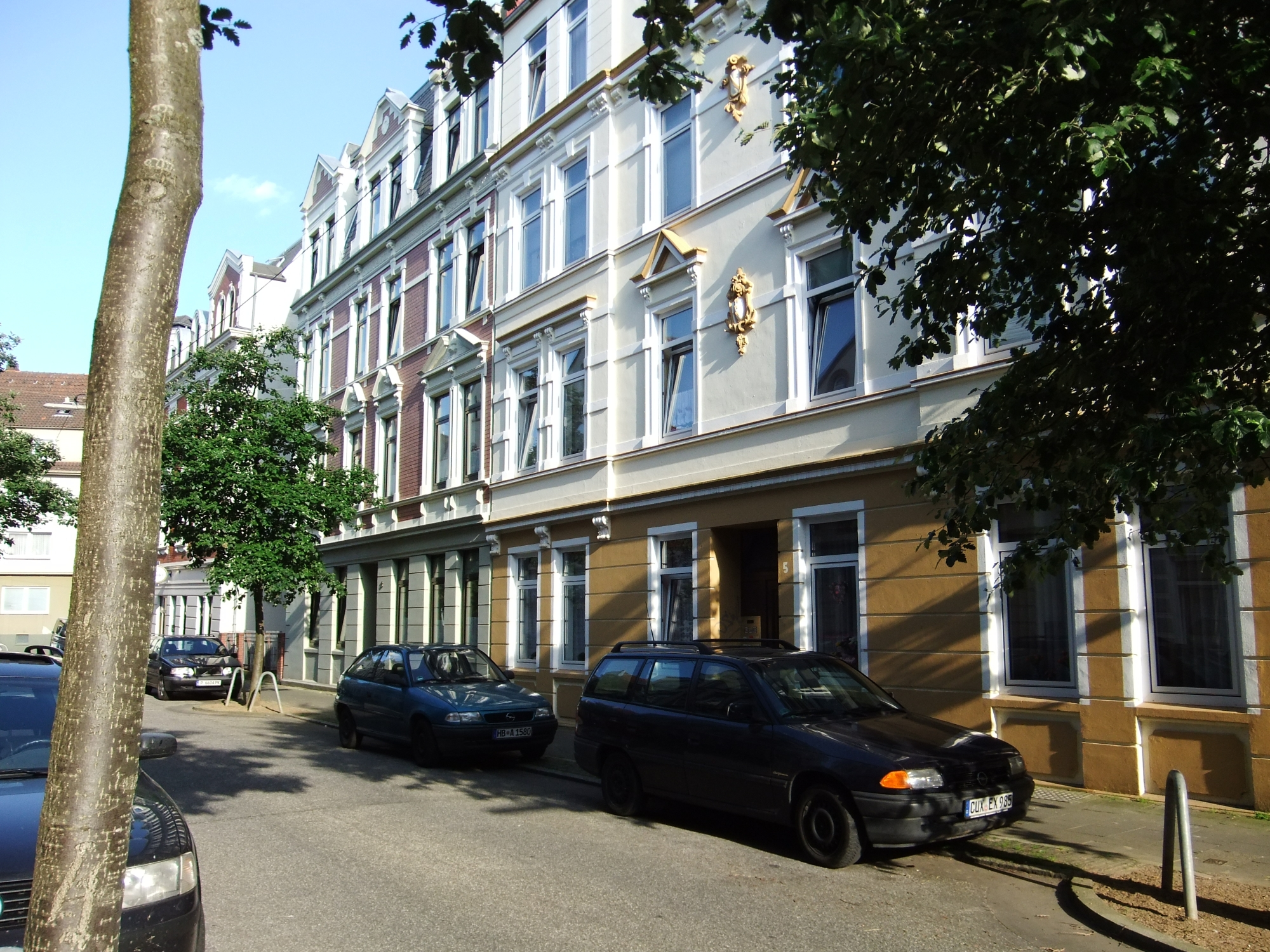
Adolfstraße 5
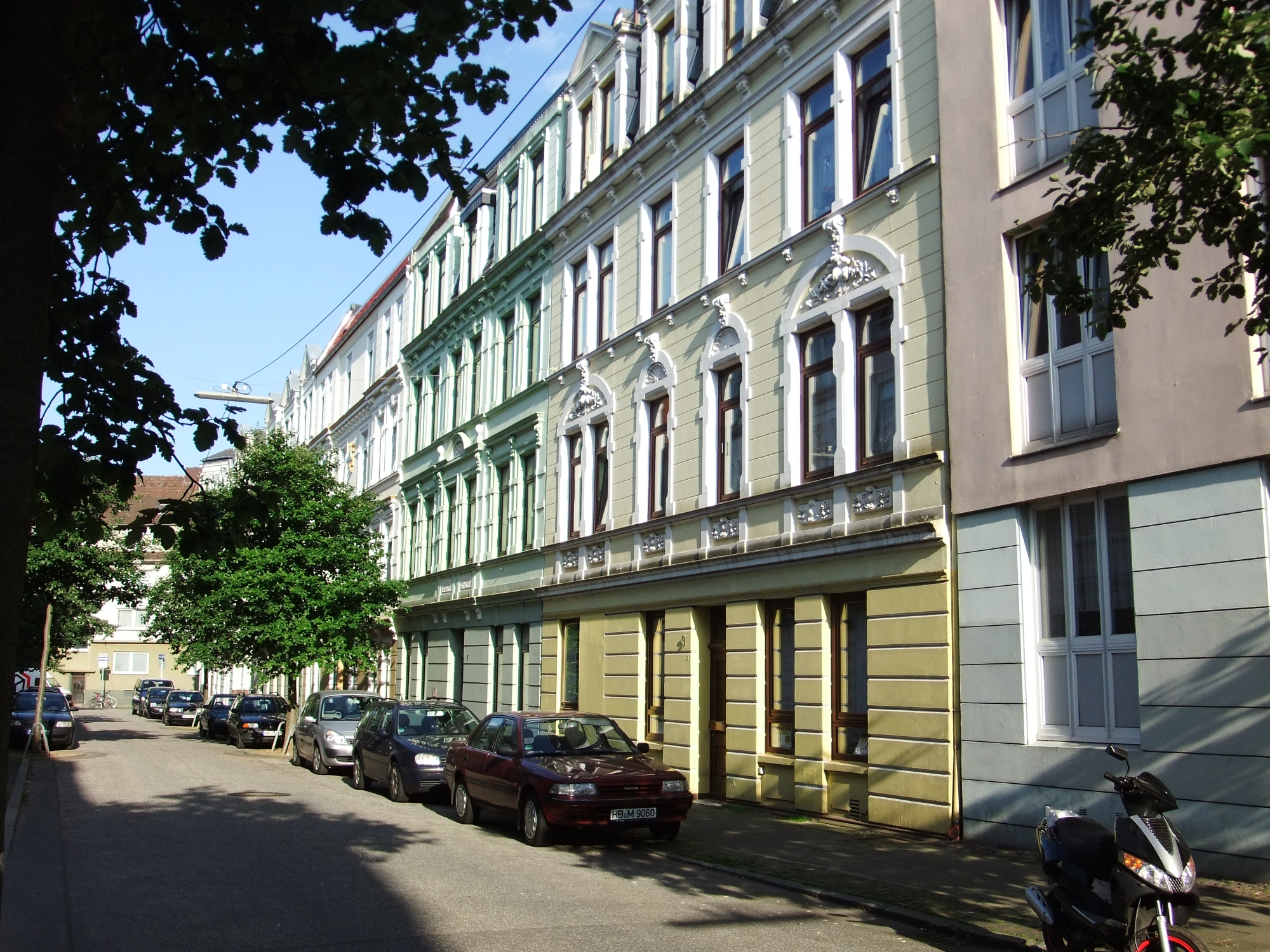
Adolfstraße 7/9
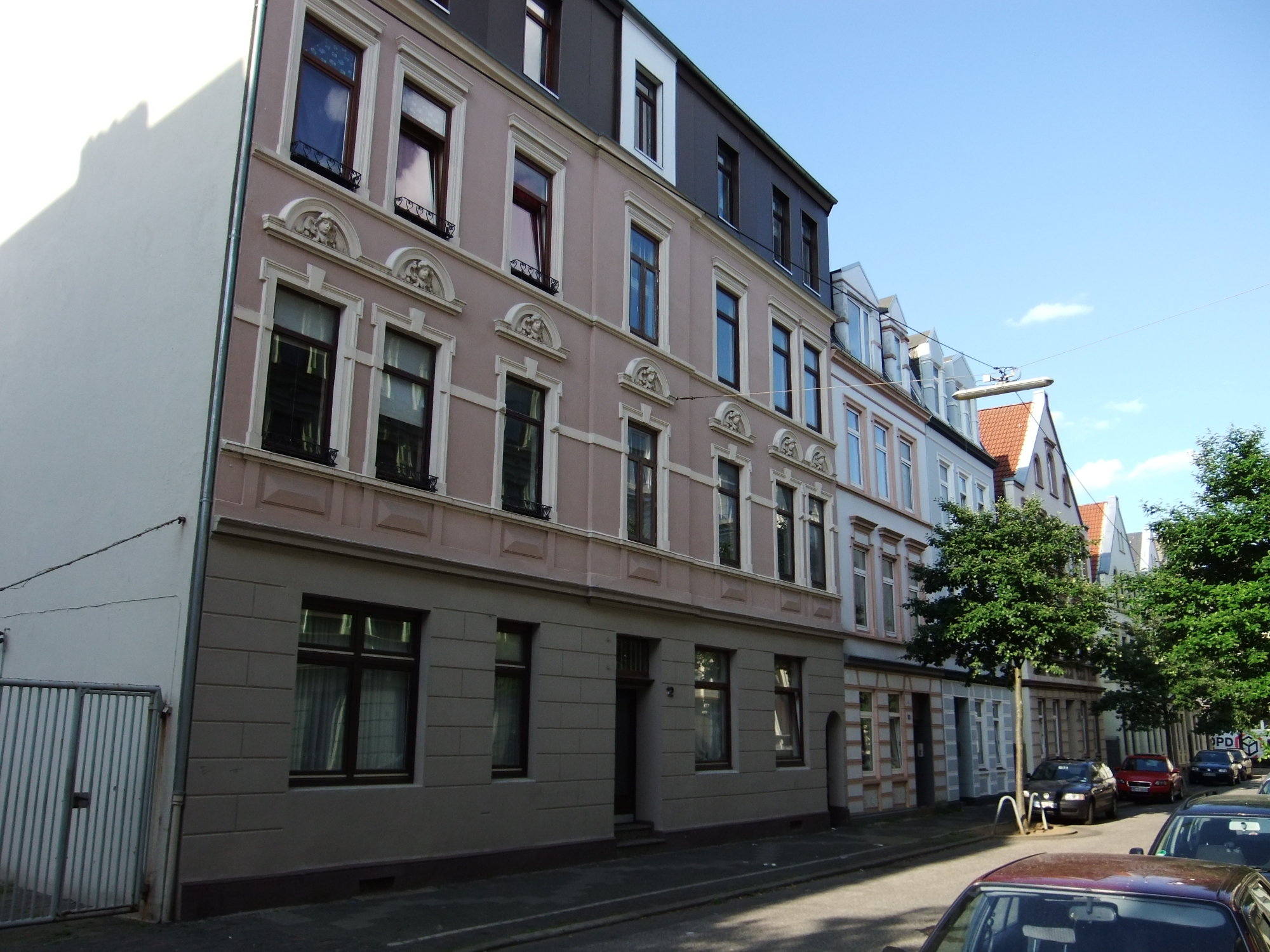
Adolfstraße 10/12
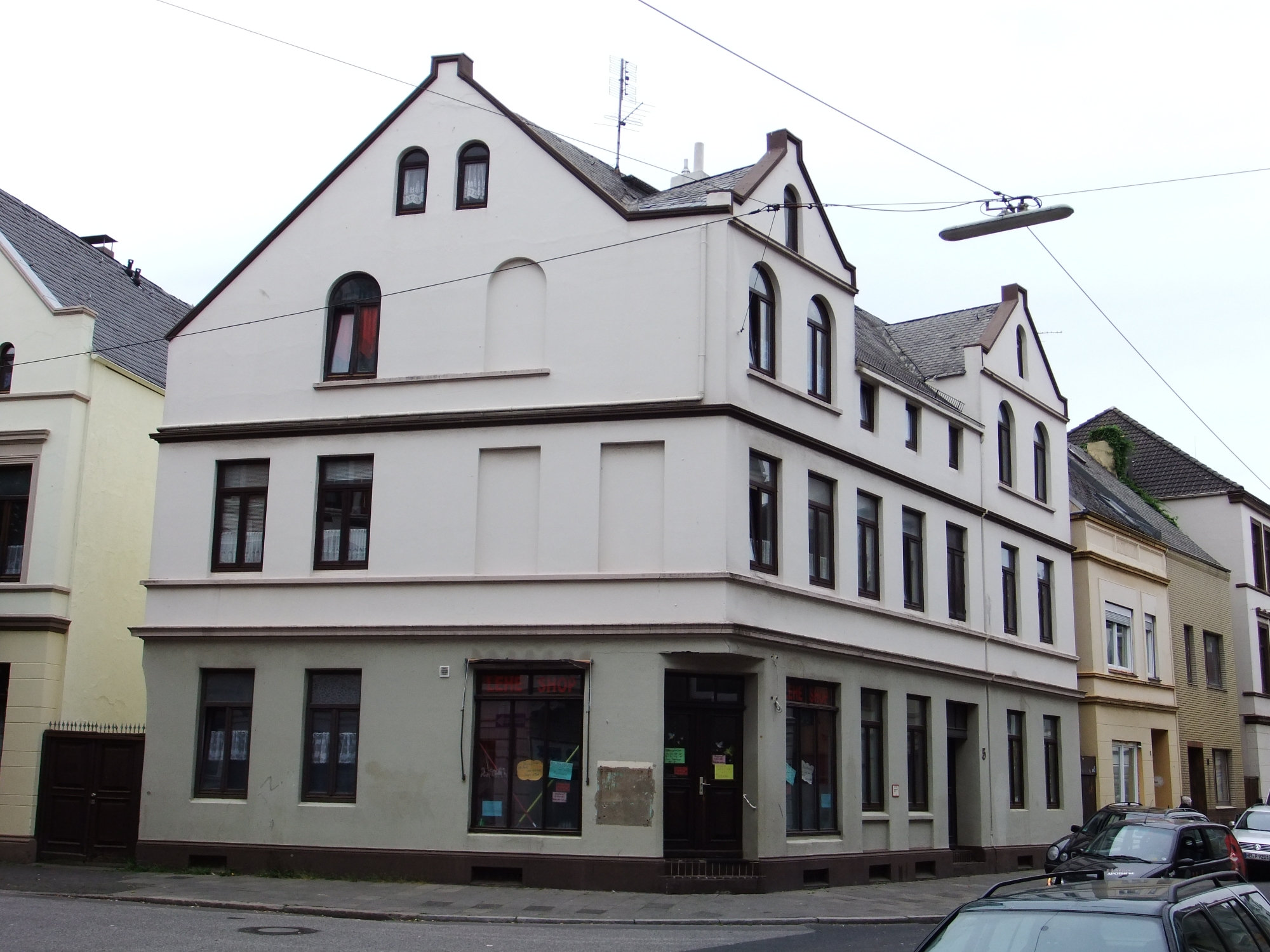
Gnesener Straße 5
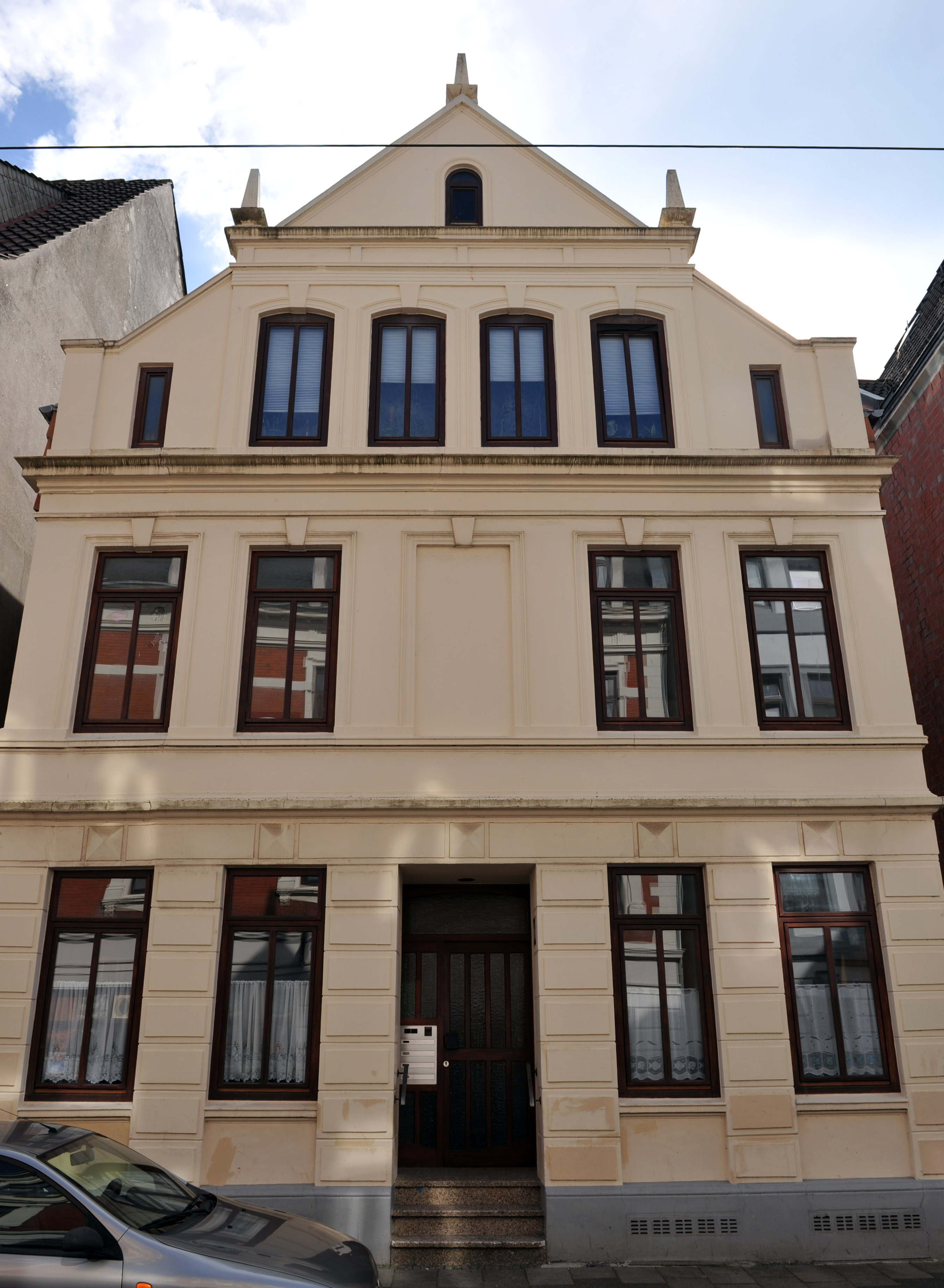
Gnesener Straße 6, 1893
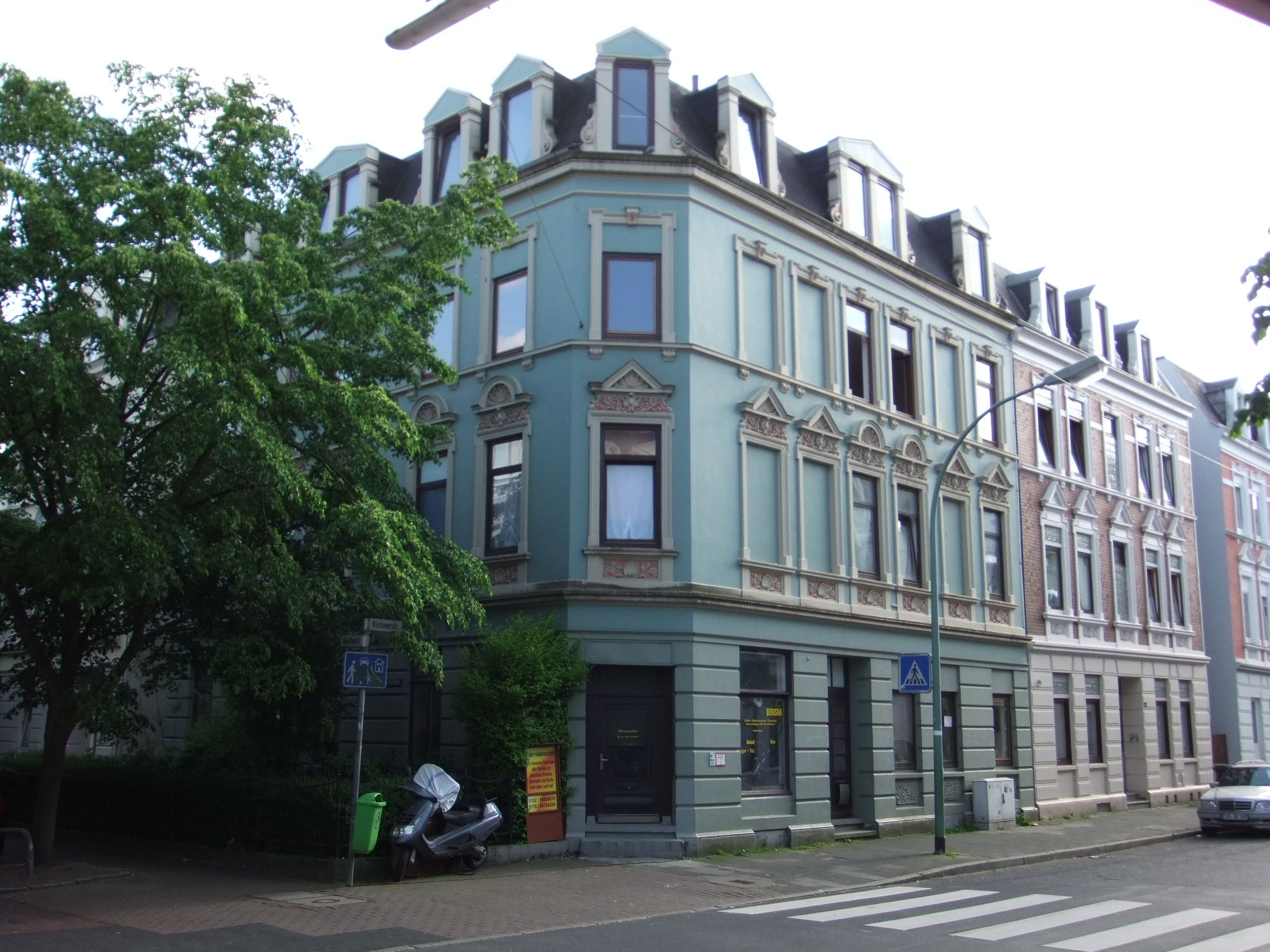
Goethestraße 29
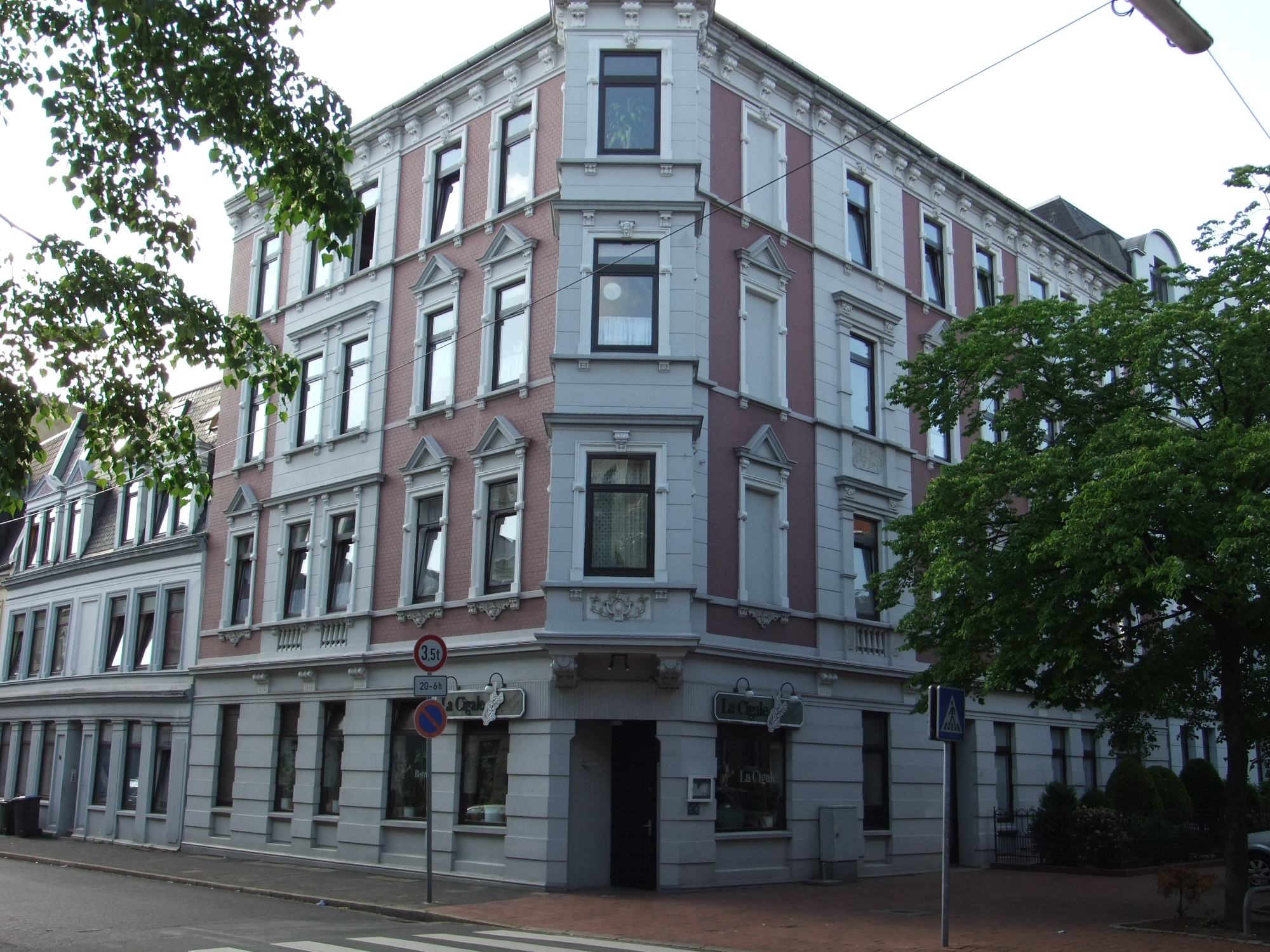
Goethestraße 31
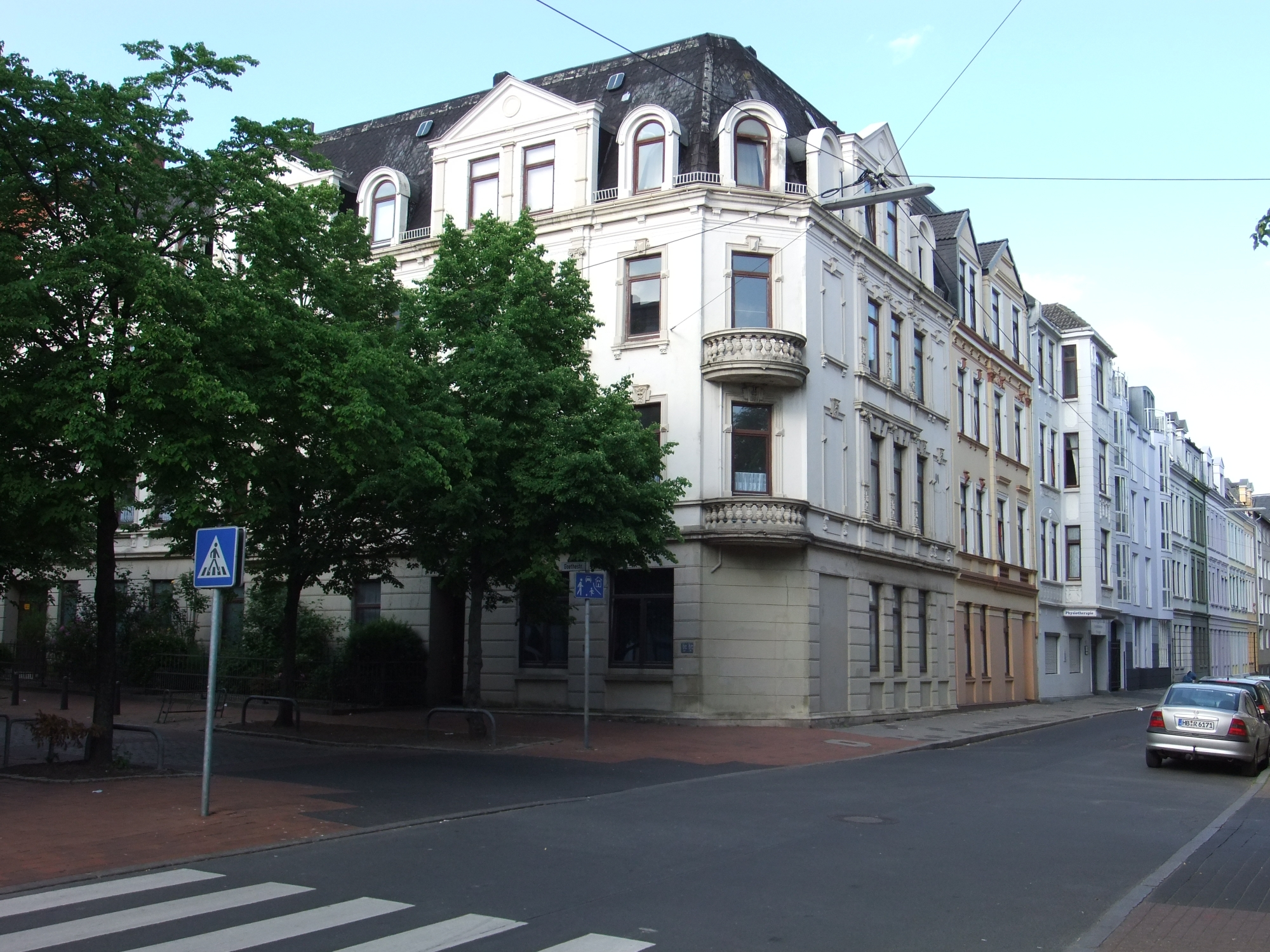
Goethestraße 32
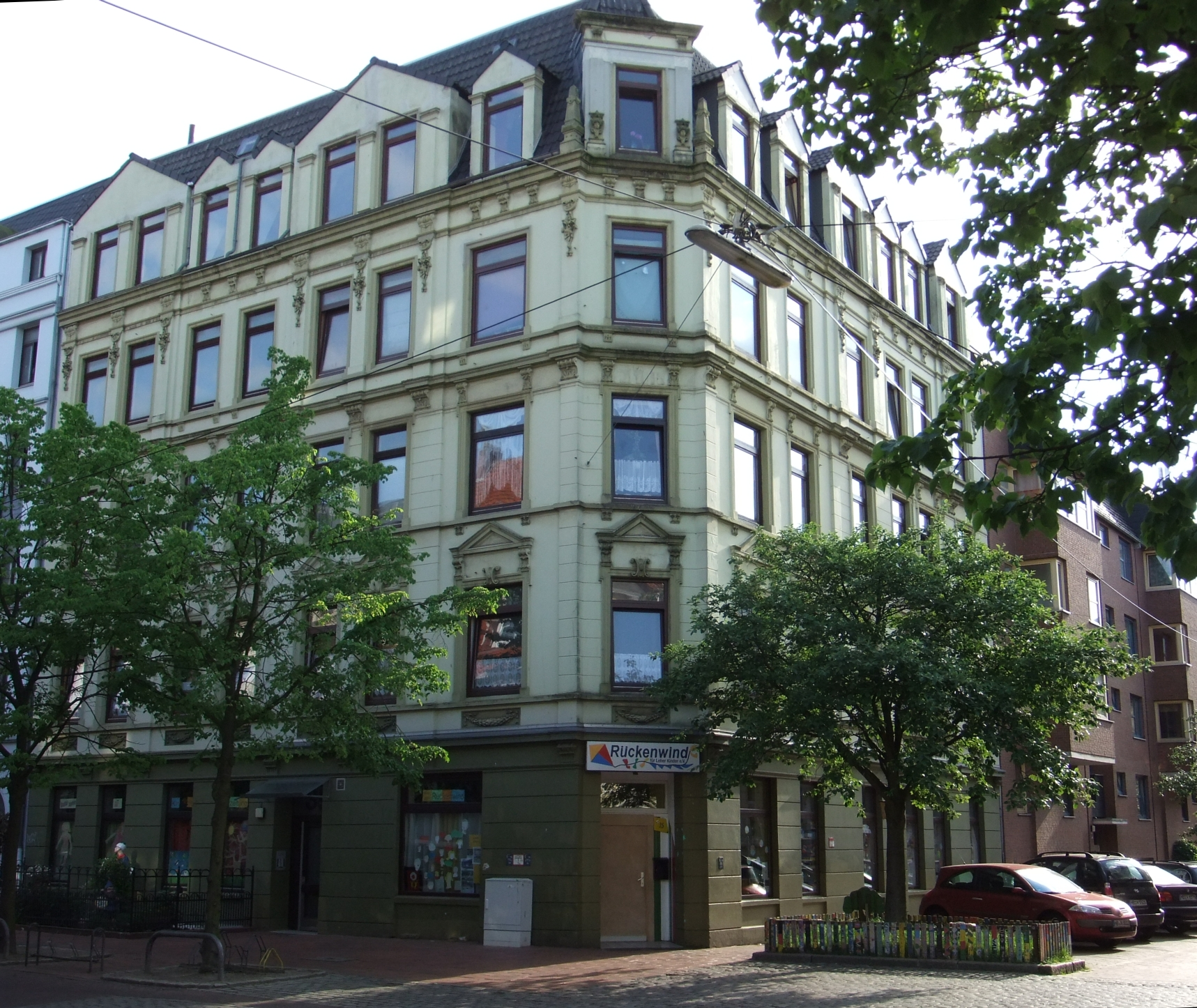
Goethestraße 35
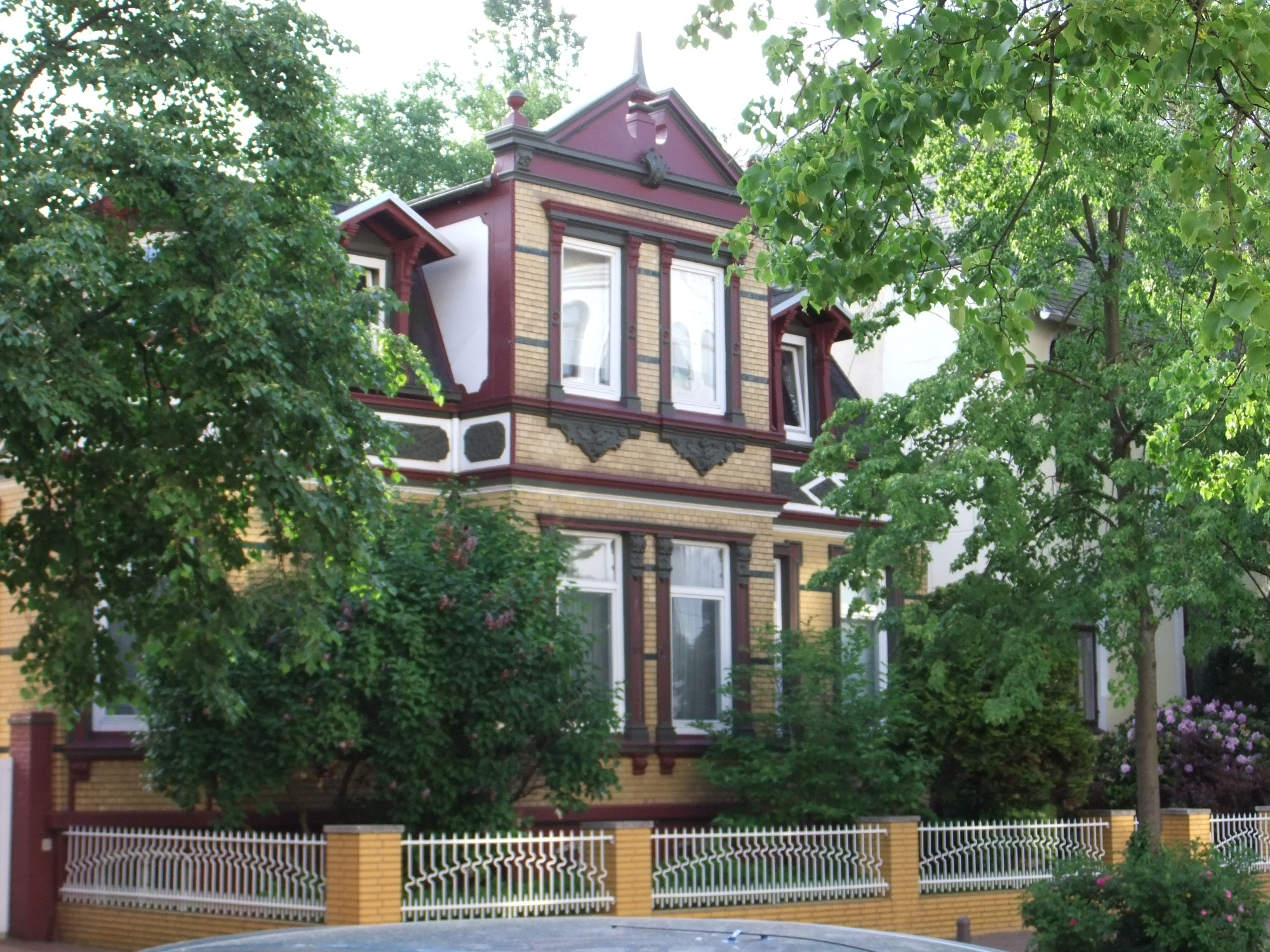
Goethestraße 39
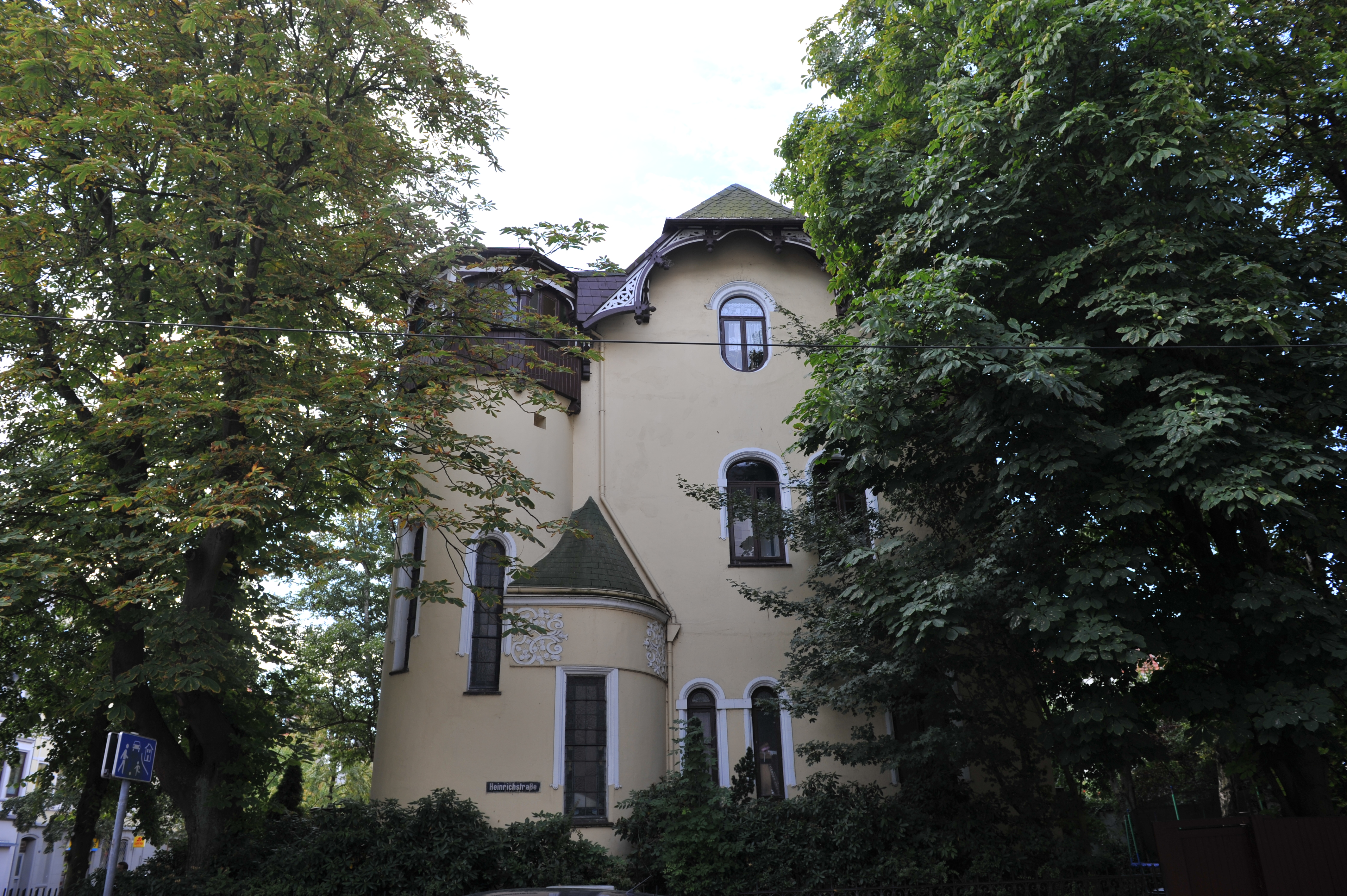
Goethestraße 41
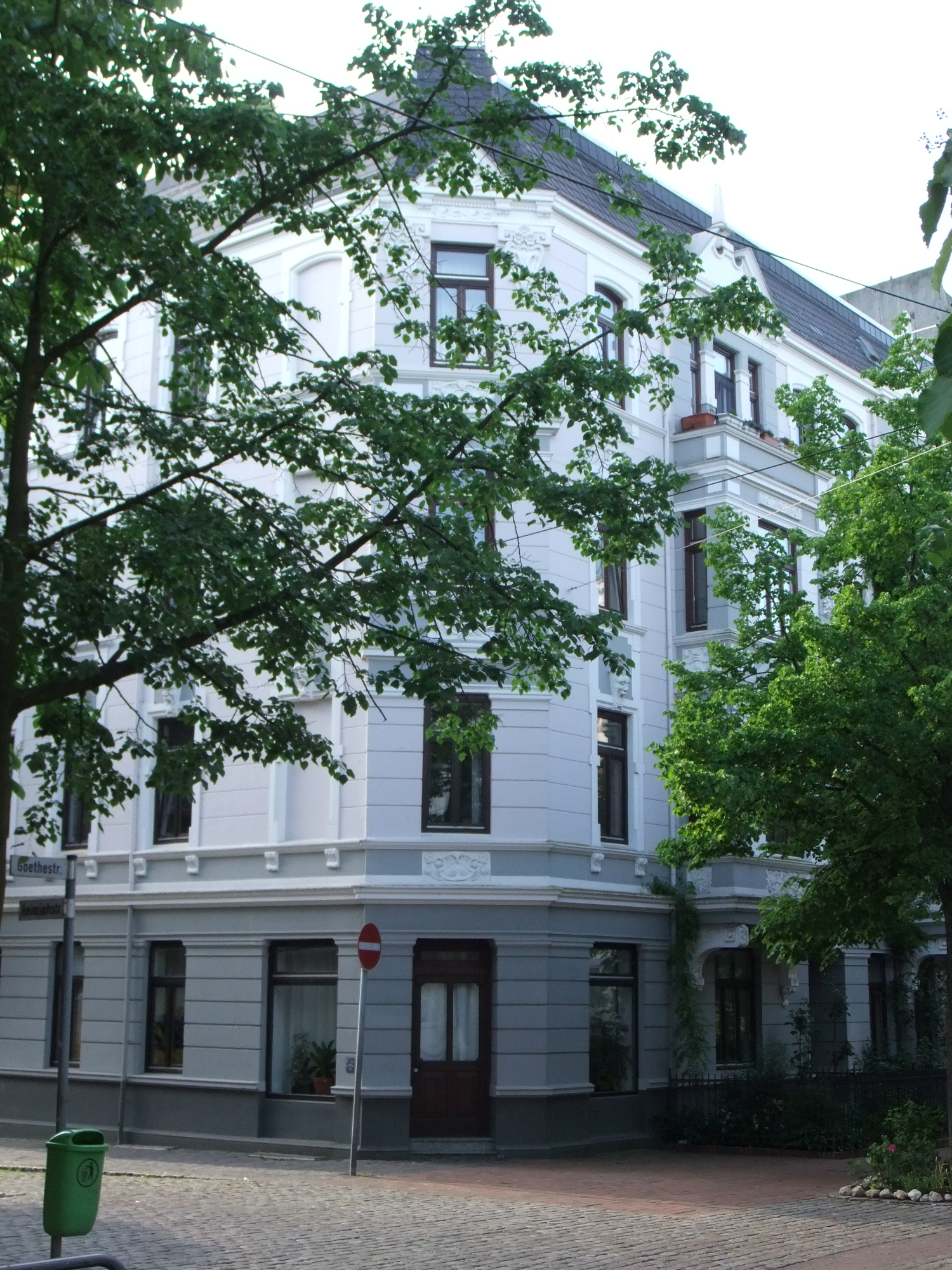
Goethestraße 43
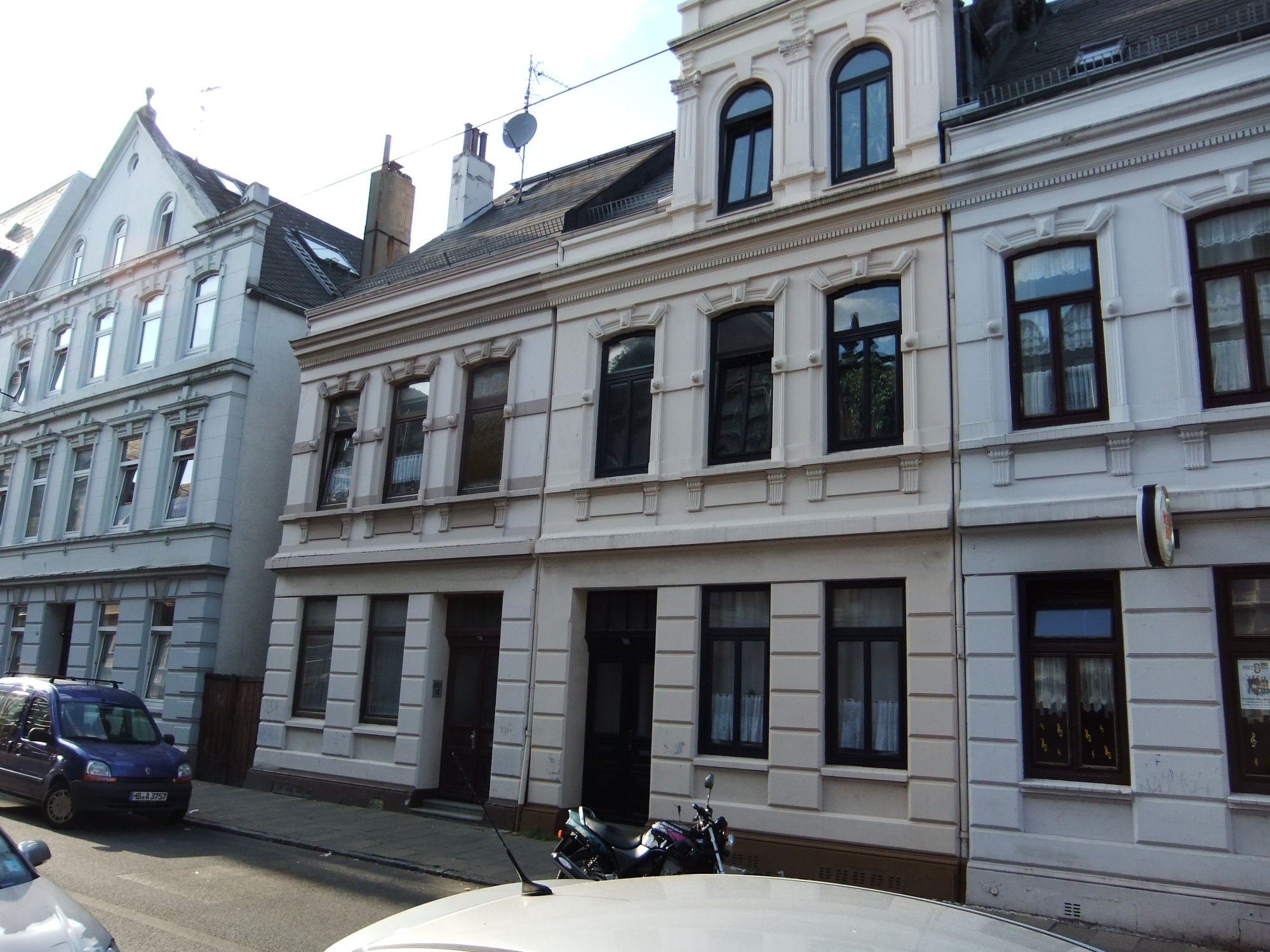
Heinrichstraße 18/20
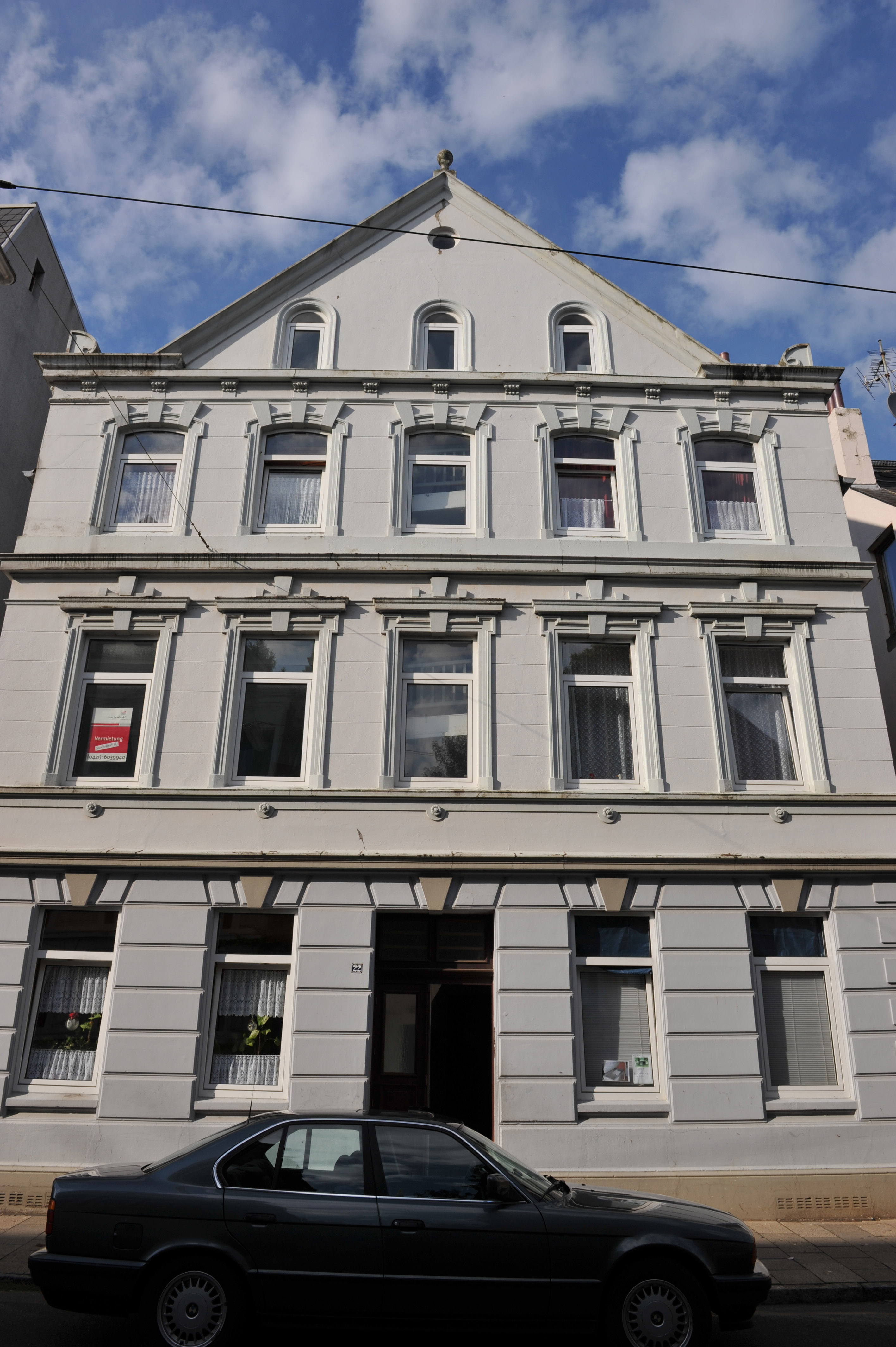
Heinrichstraße 22
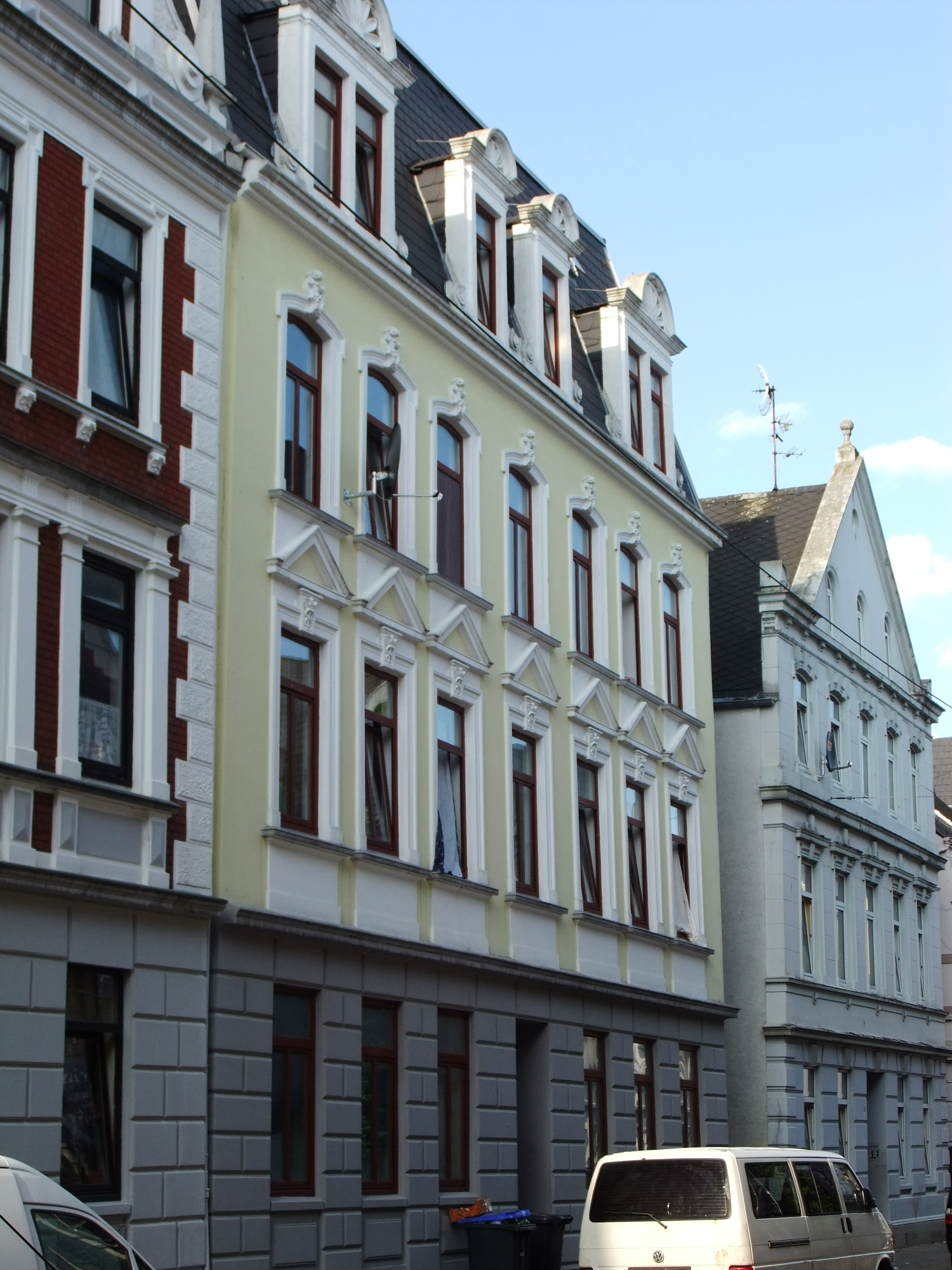
Heinrichstraße 24
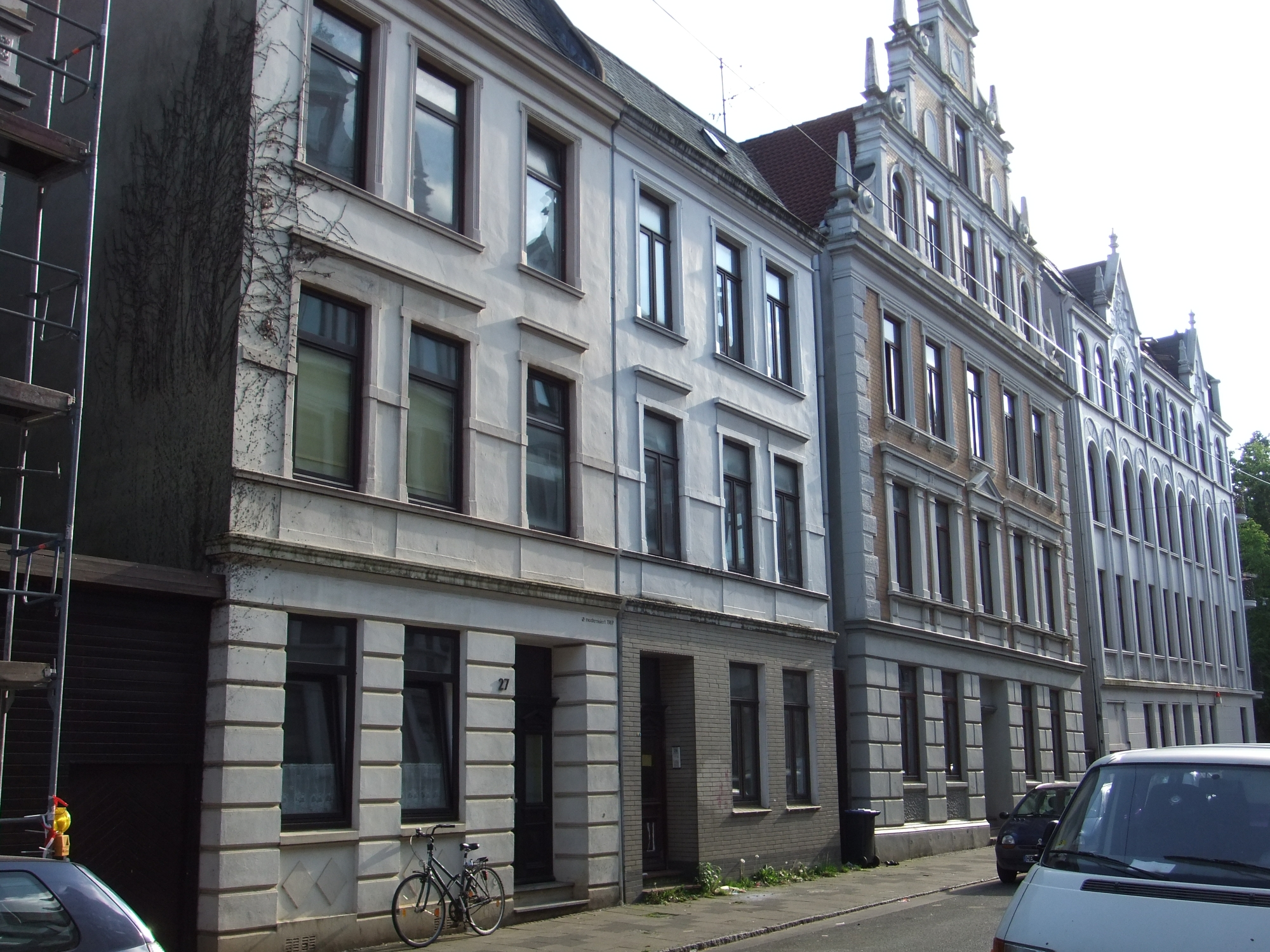
Heinrichstraße 27/29
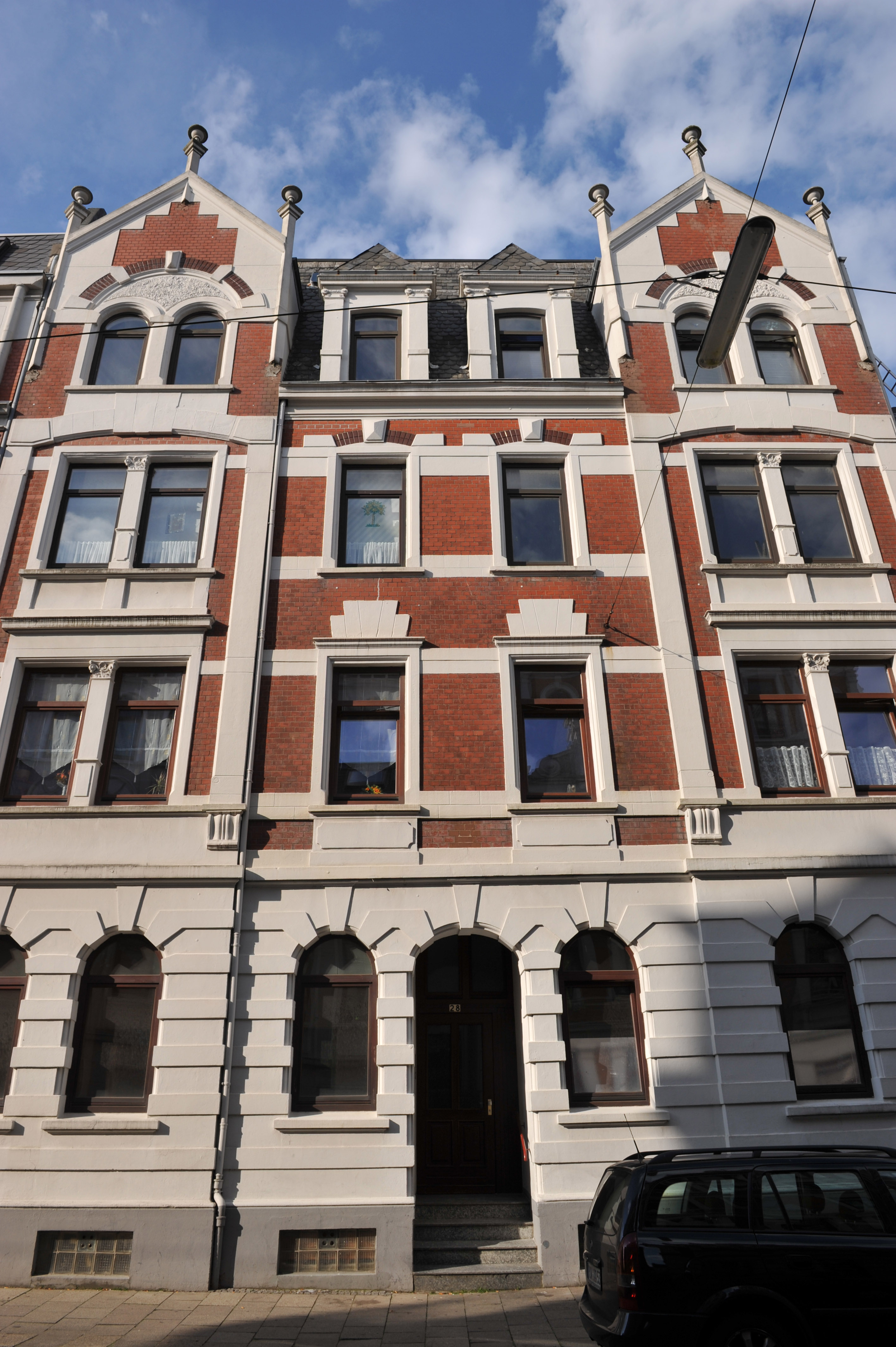
Heinrichstraße 28
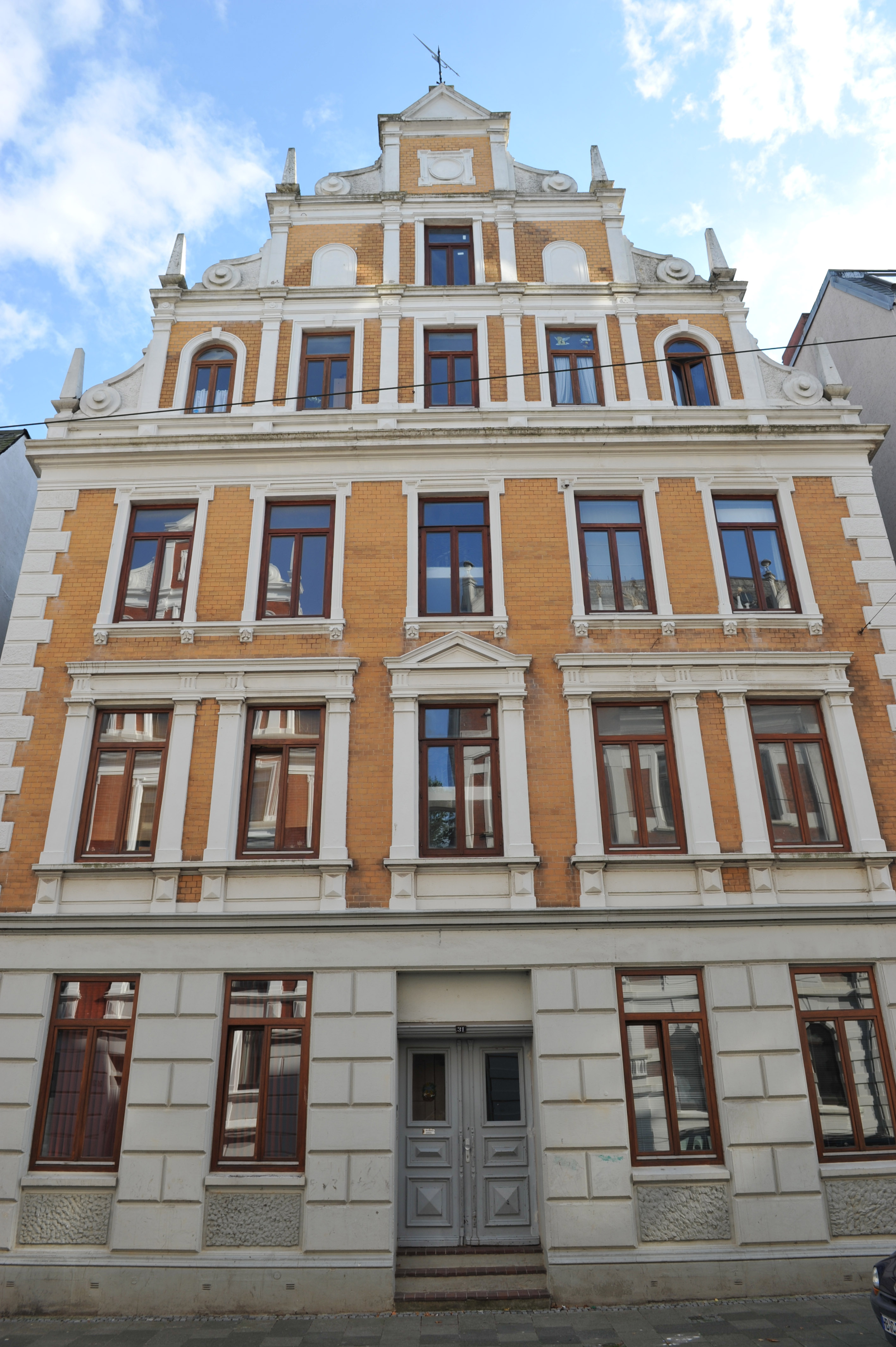
Heinrichstraße 31
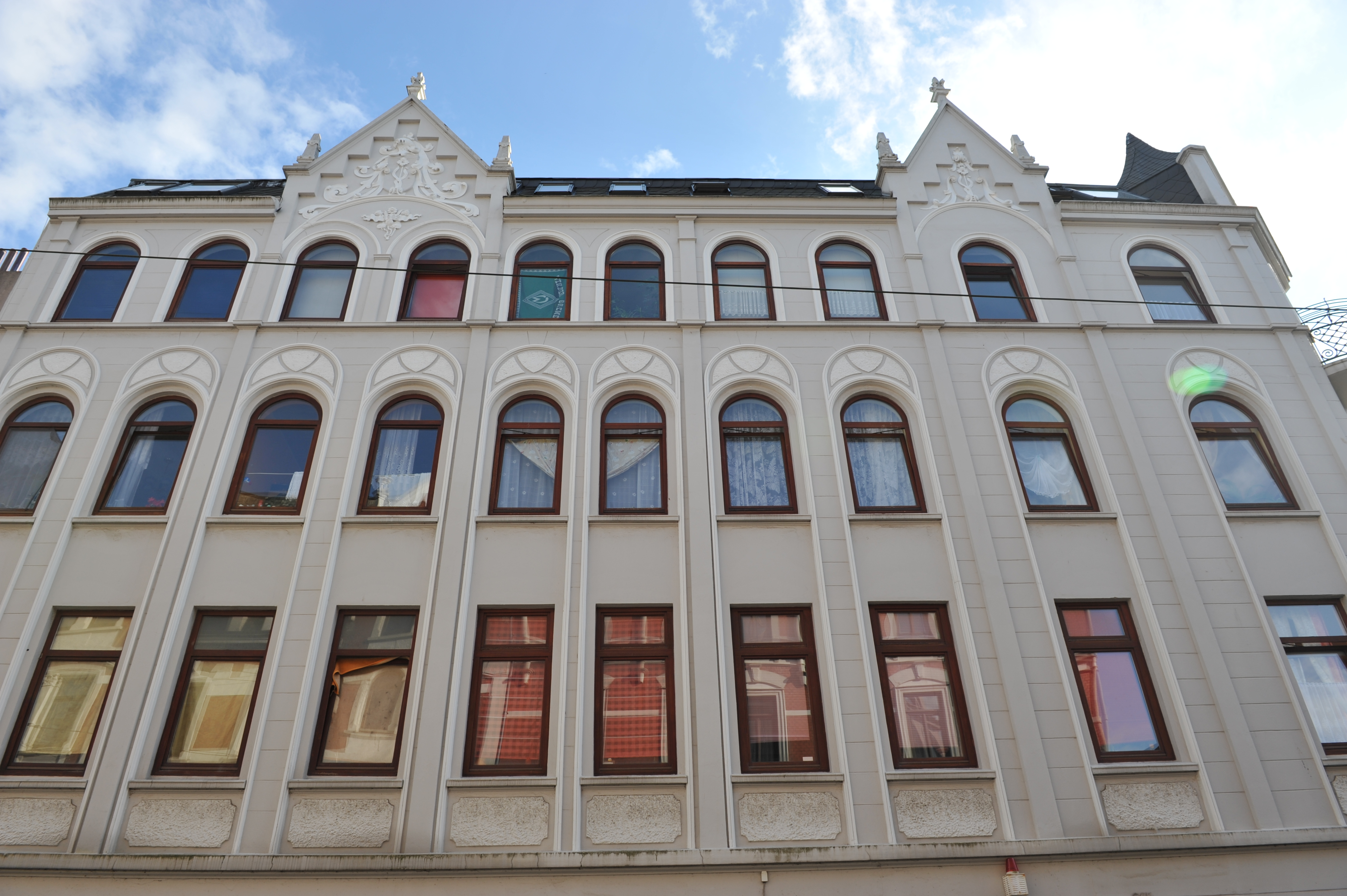
Heinrichstraße 33
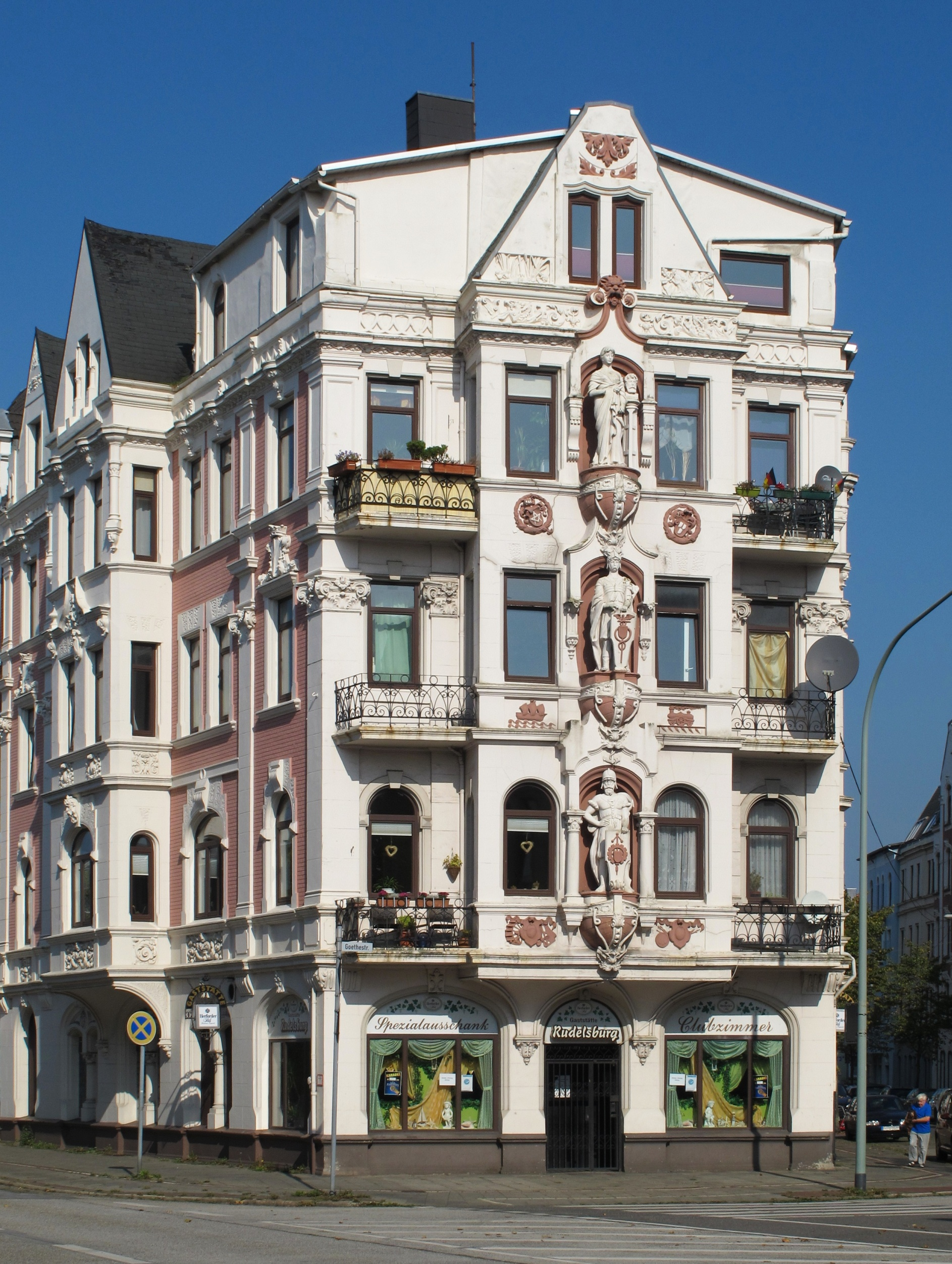
Goethestr. 1 (Ensemble Rudelsburg)